# Bingkeng
Bingkeng is een bestuurslaag in het regentschap Cilacap van de provincie Midden-Java, Indonesië. Bingkeng telt 3125 inwoners (volkstelling 2010).